# Manoir de Boisfeuillet
Le manoir de Boisfeuillet est situé à Pluduno, en France.

## Localisation
Le manoir est situé sur la commune de Pluduno dans le département des Côtes-d'Armor, dans la région Bretagne.

## Description
Le manoir est pourvu de tours rondes et d'une cour close. Il contient une salle de fours pourvue d'une cheminée ornée d'un écusson. Du XVe siècle au XVIIIe siècle, il appartient à la famille de La Villéon, avant de passer aux Picot. Il est initialement un siège de haute justice.

## Historique
Le manoir est inscrit partiellement au titre des monuments historiques par arrêté du 6 janvier 1927.